# 1. Schleswiger SV 06
1. Schleswiger SV 06  is een sportvereniging uit de stad Sleeswijk, in het noorden van de Duitse deelstaat Sleeswijk-Holstein. De vereniging biedt een scala aan sporten, onder meer atletiek, boksen en handbal, maar is vooral bekend als voetbalclub. De grootste successen bereikte Schleswig 06 voor de Tweede Wereldoorlog. Sindsdien bleef de ploeg steeds steken in de Landesliga, hoewel de Regionalliga Nord een aantal malen bijna bereikt werd. In 2008 promoveerde de club naar de Schleswig-Holstein-Liga en speelde daar tot 2011. Na één seizoen promoveerde de club terug en speelde er tot 2013. In 2017 kwalificeerde de club zich voor de nieuwe Landesliga, die de Verbandsliga verving als zesde klasse. In 2019 degradeerde de club weer naar de Verbandsliga.